# Debrah Farentino

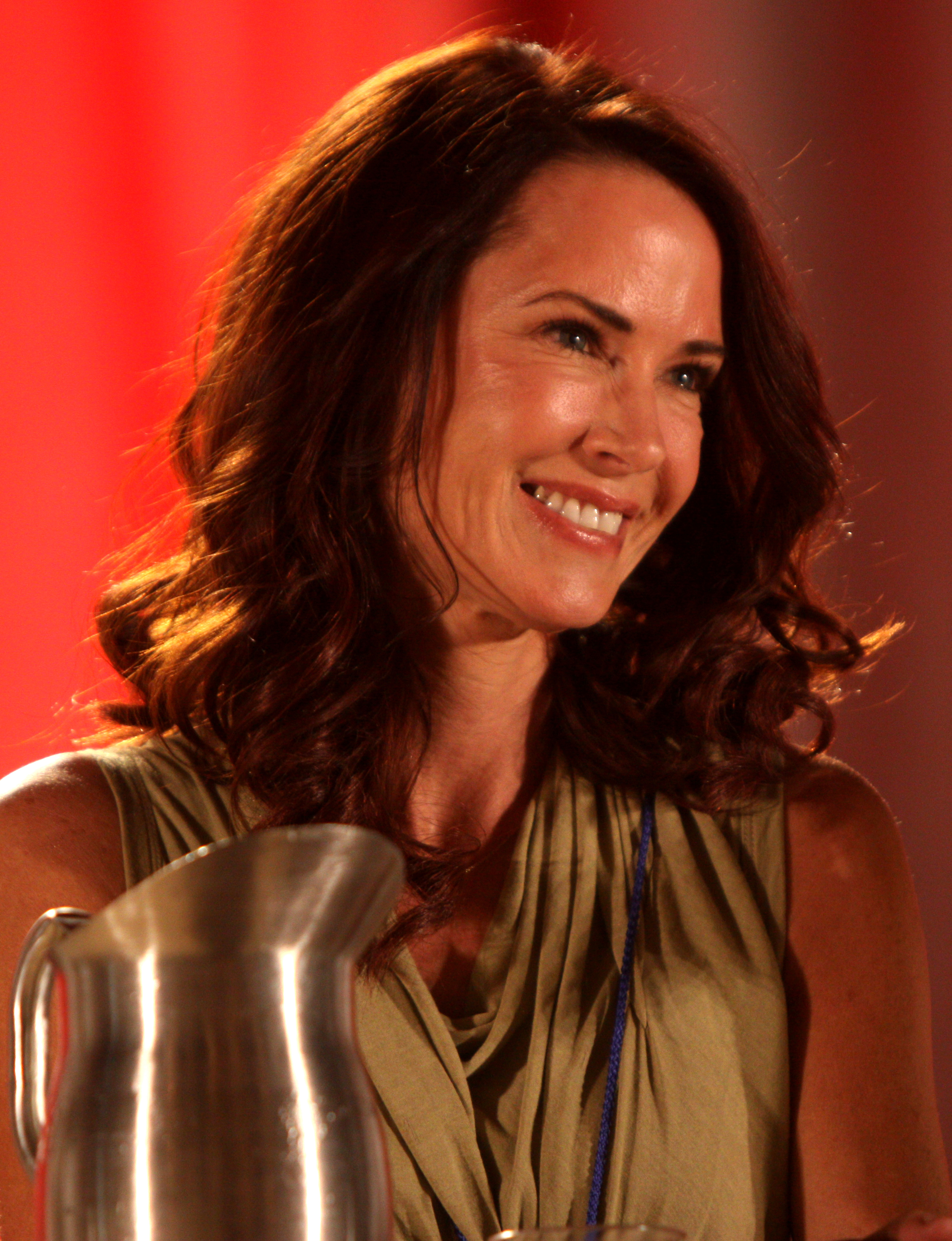
Debrah Farentino (2012)

Debrah Farentino (* 30. September 1959 in Lucas Valley, Kalifornien; gebürtig Deborah Anne Mullowney) ist eine US-amerikanische Filmschauspielerin. Zudem ist sie auch als Filmproduzentin tätig.

## Leben
Debrah Farentino, die an der University of California, Los Angeles studierte, begann ihre Karriere als Model der renommierten Model-Agentur Ford Models Ltd.
Farentino war viermal verheiratet: mit Scot Staples (von 1979 bis 1983), Schauspieler James Farentino (von 1985 bis 1988), Produzent Tony Adams (von 1992 bis 1994) und Regisseur Gregory Hoblit (von 1994 bis 2009). Alle vier Ehen sind geschieden. Mit Adams hat sie eine 1992 geborene Tochter. Mit Hoblit hat sie die 1995 geborene Tochter Sophie, die in einem Film ihres Vaters, Das perfekte Verbrechen (2007), eine kleinere Rolle spielte, sowie später auch in der Fernsehbranche arbeitete.

## Filmografie (Auswahl)
- 1982–1987: Capitol (Fernsehserie, 1256 Folgen)
- 1984: T. J. Hooker (Fernsehserie, Folge 4x07)
- 1987–1988: Inspektor Hooperman (Hooperman, Fernsehserie, 23 Folgen)
- 1988: Underground Werewolf (Cellar Dweller)
- 1988: Zwei und Zwei ist Mord (She Was Marked for Murder, Fernsehfilm)
- 1989: Allein gegen Al Capone (The Revenge of Al Capone, Fernsehfilm)
- 1990: Dämon in Seide (Mortal Sins)
- 1990–1991: Equal Justice (Fernsehserie, 26 Folgen)
- 1991: Jenny – Ich kämpfe um meine Tochter (The Whereabouts of Jenny, Fernsehfilm)
- 1991: Bugsy
- 1992: Zurück auf die Straßen von San Francisco (Back to the Streets of San Francisco, Fernsehfilm)
- 1993: Der Sohn des rosaroten Panthers (Son of the Pink Panther)
- 1993: Rückkehr des Sherlock Holmes (Sherlock Holmes Returns, Fernsehfilm)
- 1993: Malice – Eine Intrige (Malice)
- 1994: Deadphone (Dead Air) (Fernsehfilm)
- 1994: Earth 2 – Der erste Kontakt (Earth 2, Fernsehserie, 21 Folgen)
- 1996: Ich will meine Kinder zurück (A Mother's Instinct, Fernsehfilm)
- 1996: Undercover Man (Wiseguy, Fernsehfilm)
- 1999: Stephen Kings Sturm des Jahrhunderts  (Storm of the Century, Miniserie)
- 1999: Sechs unter einem Dach (Get Real, Fernsehserie, 22 Folgen)
- 2001: Blutige Indizien – Das Spiel mit dem Tod (Three Blind Mice, Fernsehfilm)
- 2006–2012: Eureka – Die geheime Stadt (Eureka, Fernsehserie, 25 Folgen)
- 2008–2009: Eli Stone (Fernsehserie, 4 Folgen)
- 2011: The Closer (Fernsehserie, Folge 7x09)
- 2011: Hawaii Five-0 (Fernsehserie, Folge 1x18)
- 2014: Criminal Minds (Fernsehserie, Folge 9x14)
- 2017: Trouble Creek (Fernsehserie, Folge 1x03)

### Produktion
- 2016: Tango on the Balcony (Kurzfilm)
- 2017: Trouble Creek (Fernsehserie, 7 Folgen)
- 2024: A Look Through His Lens (Dokumentation)